# Bernard Lefèvre
Pour les articles homonymes, voir Lefèvre.
Bernard Lefèvre est un footballeur français né le 22 juin 1930 à Origny (aujourd'hui Origny-en-Thiérache) dans l'Aisne et mort le 16 décembre 2019 à Reims.

## Biographie
Ce milieu de terrain effectue une brillante carrière dans les années 1950. 
Il se révèle dans la grande équipe de Lille avec laquelle il remporte un titre de champion et deux Coupes de France. Il goûte également à la Coupe d’Europe avec les Verts et remporte un nouveau titre national. 
Après un passage à Nancy, il joue deux saisons à Marseille en Division 2 puis revient à Lille où Il raccroche les crampons en 1964. 
Il se retire ensuite en ses terres de Thiérache.

## Carrière de joueur
- Origny-en-Thiérache
- avant 1949 :  Hirson
- 1949-1956 :  Lille OSC (131 matchs de D1 et 51 buts[2])
- 1956-1957 :  AS Saint-Étienne   (37 matchs de D1 et 14 buts[2])
- 1957-1960 :  FC Nancy (45 matchs de D1 et 12 buts[2] ; 49 matchs de D2 et 27 buts)
- 1960-1962 :  Olympique de Marseille (59 matchs de D2 et 10 buts)
- 1962-1964 :  Lille OSC (32 matchs de D2 et 9 buts)[3]

## Palmarès

### Club
- Champion de France en 1954 avec le Lille OSC et en 1957 avec l'AS Saint-Étienne
- Vainqueur de la Coupe de France en 1953 et 1955 avec le Lille OSC
- Champion de France de D2 en 1958 avec le FC Nancy
- Vice-champion de France de D2 en 1960 avec le FC Nancy
- Vainqueur du Challenge des champions en 1957 avec l'AS Saint-Étienne

### Sélection
- International amateur & olympique
- International B (9 sélections)
- Participation aux Jeux olympiques d'Helsinki 1952 (ailier gauche[4])